# Cantón de Salbris
El cantón de Salbris era una división administrativa francesa, que estaba situada en el departamento de Loir y Cher y la región de Centro-Valle de Loira.

## Composición
El cantón estaba formado por nueve comunas:
- La Ferté-Imbault
- Marcilly-en-Gault
- Orçay
- Pierrefitte-sur-Sauldre
- Saint-Viâtre
- Salbris
- Selles-Saint-Denis
- Souesmes
- Theillay

## Supresión del cantón de Salbris
En aplicación del Decreto n.º 2014-213 de 21 de febrero de 2014, el cantón de Salbris fue suprimido el 22 de marzo de 2015 y sus 9 comunas pasaron a formar parte; siete del nuevo cantón de La Sologne y dos del nuevo cantón de Selles-sur-Cher.